# Benjamin Vallotton
Pour les articles homonymes, voir Vallotton.
Benjamin Vallotton, né le 10 janvier 1877 à Gryon et mort le 19 mai 1962 à Sanary-sur-Mer, est un écrivain, enseignant, journaliste, conférencier et bellettrien vaudois.

## Biographie
Benjamin Vallotton est né le 10 janvier 1877 à Gryon mais sa famille est originaire de Vallorbe. Il est le fils du pasteur et professeur à l'Académie de Lausanne Paul Vallotton. Il suit des études de théologie à Munich, puis à Paris. Il s'inscrit à la Société d'étudiants des Belles-Lettres de Lausanne le 19 novembre 1895 et en sera nommé secrétaire de 1897 à 1898, vice-président en 1898 et président de 1898 à 1899.
Professeur en Alsace de 1899 à 1911, il s'établit ensuite à Lausanne où il enseigne la littérature au gymnase cantonal vaudois jusqu'en 1921. Son installation à Lausanne parait résulter de la mention du nom de son père dans le testament d'Emmanuel Pétavel-Olliff qui suscite la réunion d'une Commission testamentaire[Quoi ?] dès le 9 décembre 1910. Cette dernière chargera Benjamin Vallotton d'écrire une Préface pour l'ouvrage qui sera publié en 1913, et qui rendra possible la publication d'une biographie dédiée à Héli Chatelain disparu vingt-sept mois auparavant, son décès ayant pu être annoncé par celui de William Wrede[pas clair].
De 1921 à 1935, il vit à Strasbourg où il enseigne la littérature tout en écrivant des articles pour L'Alsace française. Il deviendra l'une des voix francophones traduisant de manière quasi-officielle la problématique alsacienne prise entre France et Allemagne, et sera régulièrement sollicité par l'Alliance française pour donner des conférences à ce sujet de par le monde. La même année il est nommé en tant que "Membre étranger littéraire" à l'Académie Royale de Langue et Littérature Françaises de Belgique où il siégera jusqu'à sa mort.
En 1935, en raison de problèmes de santé[réf. nécessaire], il s'installe à Sanary-sur-Mer où il se consacre entièrement à son œuvre littéraire. Il y décède le 19 mai 1962.
Marié le 7 juin 1911 avec Madeleine Jeanmaire, fille du chimiste et industriel mulhousien Paul Jeanmaire et d'Hélène Meyer, il est le père de l'illustratrice Annie Vallotton. Le peintre Félix Vallotton est son cousin.

## Œuvre
Auteur populaire d'une œuvre abondante dans la tradition d'Urbain Olivier (plus de cinquante romans), Benjamin Vallotton crée le personnage du commissaire Potterat, héros de plusieurs histoires, type du Vaudois sentencieux et pittoresque, plein de bonhomie, emporté par des indignations récurrentes. Il publie de nombreux romans qui analysent soit les mœurs vaudoises, soit les caractéristiques psychologiques des temps de guerre.

## Distinctions
- Commandeur de la Légion d'honneur (1935)[2].
- Membre de l'Académie Royale de Langue et Littérature Françaises de Belgique.
- Bourgeois d'honneur de Vallorbe (1958)[2].
- Prix Rambert 1912 pour La grande moisson[4].
- De l'Académie française[5] :
  - 1909 : prix de Jouy pour La famille Profit
  - 1917 : prix Charles Blanc pour Les Racines
  - 1920 : prix Bordin pour Ceux de Barivier
  - 1923 : prix Montyon pour Patience
  - 1932 : prix d’Académie pour l'ensemble de son œuvre
  - 1938 : prix Montyon pour Enfances. Fine et Binachon
  - 1944 : prix de la langue française

## Sources
- « Benjamin Vallotton », sur la base de données des personnalités vaudoises sur la plateforme « Patrinum » de la Bibliothèque cantonale et universitaire de Lausanne.
- Roger Francillon, Histoire de la littérature en Suisse romande, vol. 2, Lausanne, Payot, 1997 (ISBN 2-601-03183-2)
- Alain Nicollier et Henri-Charles Dahlem, Dictionnaire des écrivains suisses d'expression française, vol. 2, Genève, Éditions GVA SA, 1993, p. 870-873
- Henri-Charles Dahlem, Sur les pas d'un lecteur heureux, guide littéraire de la Suisse, L'Aire, 1996, 683 p. (ISBN 978-2-88108-024-1), p. 602
- Livre d'or du 150e anniversaire 1806-1956, Belles Lettres de Lausanne, p. 390 (1459)
- Dictionnaire Historique et Biographique de la Suisse, vol. 7, p. 37 photographie Patrie suisse, 1916, no 588, p. 73-74
- photographie Éd. Bornand, Lausanne Patrie suisse, (Jean Violette) 1906, no 324, p. 36-37